# Bengt Henrik Alstermark
Bengt Henrik Alstermark, född 21 mars 1800 i Brunskogs socken i Värmland, död 13 april 1840 i Gillberga i Värmland, var en svensk präst, skald och visdiktare.

## Biografi
Alstermark var son till Bengt Alstermark (1752–1821) och Magdalena von Bähr (1771–1841), samt tvillingbror till komministern och skalden Peter Niclas Alstermark. Efter sina teologiska studier i Uppsala tjänstgjorde han en tid som informator, innan han prästvigdes den 25 oktober 1827. Hans visor gavs ut i separata häften och skillingtryck mellan 1834 och 1865.

## Till AnnaochLille vakre Anna
I den postumt utgivna samlingen Dikter ingår den tonsatta dikten Till Anna från 1824. Efter att Alf Prøysen spelat in den på skiva 1955, fick den stor spridning med titeln Lille vakre Anna eller på svenska Lilla vackra Anna. Prøysen hittade visan i en handskriven visbok efter en svensk rallare. Den har senare sjungits av flera artister, bland annat Finn Kalvik.